# Olympische Jugend-Sommerspiele 2014/Teilnehmer (Republik Kongo)
| Gelbes Symbol für Goldmedaillen mit stilisierten Olympischen Ringen | Graues Symbol für Silbermedaillen mit stilisierten Olympischen Ringen | Braundes Symbol für Bronzemedaillen mit stilisierten Olympischen Ringen |
| ------------------------------------------------------------------- | --------------------------------------------------------------------- | ----------------------------------------------------------------------- |
| —                                                                   | —                                                                     | —                                                                       |

Die Jugend-Olympiamannschaft der Republik Kongo für die II. Olympischen Jugend-Sommerspiele vom 16. bis 28. August 2014 in Nanjing (Volksrepublik China) bestand aus acht Athleten.

## Athleten nach Sportarten

### Badminton
Jungen
- Devins Mananga Nzoussi
Einzel: 25. Platz
Mixed: 25. Platz (mit Mia Blichfeldt  Dänemark)

### Beachvolleyball
| Mädchen - Petronie Nkoka Ndoungou - Ursia Reine Moyipele 31. Platz | Jungen - Moussa Botouli Ilombola - Johfrat Veldich Itoua Ossolo 25. Platz |

### Leichtathletik
Mädchen
- Elche Brichinelle Limbouanga
100 m: 17. Platz
8 × 100 m Mixed: 12. Platz

### Ringen
Mädchen
- Noelle Therencia Mbouma Mandzo
Freistil bis 60 kg: 8. Platz

### Tischtennis
Jungen
- Bienatiki Moundzendze Henri Christ
Einzel: 25. Platz
Mixed: 25. Platz (mit Florence Seera  Uganda)